# Brèches
Brèches település Franciaországban, Indre-et-Loire megyében. Lakosainak száma 222 fő (2022. január 1.). Brèches Couesmes, Saint-Paterne-Racan, Sonzay, Souvigné és Chenu községekkel határos.

## Népesség
A település népességének változása:
| Lakosok száma | 300  | 250  | 241  | 279  | 298  | 301  | 248  | 215  | 210  | 222  |
|               | 1968 | 1982 | 1990 | 2006 | 2013 | 2015 | 2017 | 2019 | 2020 | 2022 |